# Broussonetia kaempferi
Broussonetia kaempferi là một loài thực vật có hoa trong họ Moraceae. Loài này được Siebold mô tả khoa học đầu tiên năm 1830.